# Сан Вито ал Торе
Сан Вито ал Торе (итал. San Vito al Torre) је насеље у Италији у округу Удине, региону Фурланија-Јулијска крајина.
Према процени из 2011. у насељу је живело 1083 становника. Насеље се налази на надморској висини од 25 м.

## Становништво
Према резултатима пописа становништва 2011. у општини је живело 1.333 становника.
| 1936. | 1951. | 1961. | 1971. | 1981. | 1991. | 2001. | 2011. |
| ----- | ----- | ----- | ----- | ----- | ----- | ----- | ----- |
| 1.565 | 1.755 | 1.558 | 1.415 | 1.365 | 1.288 | 1.300 | 1.333 |